# Distrito de Sępólno
Sępólno (polaco: powiat sępoleński) es un distrito (powiat) del voivodato de Cuyavia y Pomerania (Polonia). Fue constituido el 1 de enero de 1999 como resultado de la reforma del gobierno local de Polonia aprobada el año anterior. Limita con otros siete distritos: al norte con Człuchów y Chojnice, al nordeste con Tuchola, al sudeste con Bydgoszcz, al sur con Nakło y al oeste con Piła y Złotów; y está dividido en cuatro municipios (gmina): tres urbano-rurales (Kamień Krajeński, Sępólno Krajeńskie y Więcbork) y uno rural (Sośno). En 2011, según la Oficina Central de Estadística polaca, el distrito tenía una superficie de 791,09 km² y una población de 41 016 habitantes.